# Telchinia actinotina
Telchinia actinotina is een vlinder uit de familie van de Nymphalidae. De wetenschappelijke naam van de soort is voor het eerst geldig gepubliceerd in 1903 door Percy Lathy.
De soort komt voor in Nigeria.